# 圣埃利耶 (科多尔省)
圣埃利耶（法語：Saint-Hélier，法語發音：[sɛ̃.t‿elje]）是法国科多尔省的一个市镇，位于该省中部，属于蒙巴尔区。

## 地理
圣埃利耶（47°23'6"N, 4°40'57"E）面积3.93 平方千米，位于法国勃艮第-弗朗什-孔泰大區科多尔省，该省份为法国中东部省份，北起奥布省，西接涅夫勒省和约讷省，南至索恩-卢瓦尔省，东南接汝拉省，东临上索恩省，东北部与上马恩省接壤。
与圣埃利耶接壤的市镇（或旧市镇、城区）包括：蒂尔塞、比西拉佩勒、韦雷苏德雷、下布莱西、尚普勒诺、舍瓦奈。
圣埃利耶的时区为UTC+01:00、UTC+02:00（夏令时）。

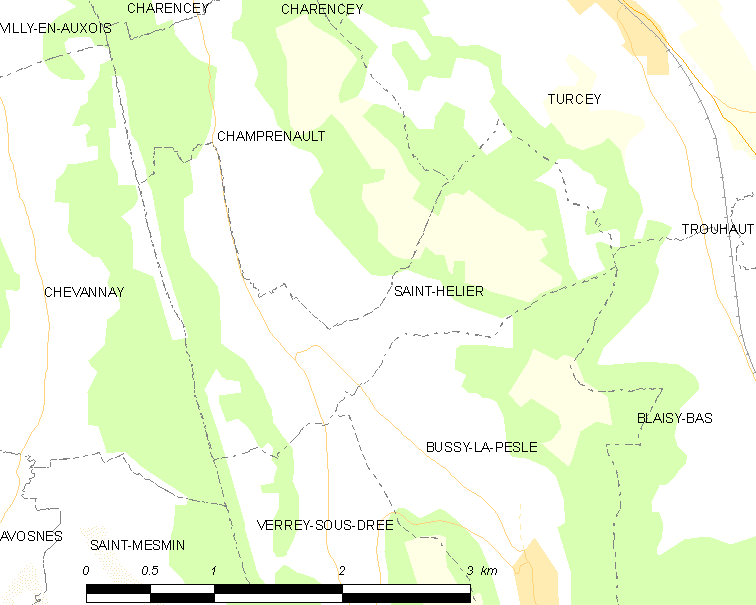
圣埃利耶的OSM定位图

## 行政
圣埃利耶的邮政编码为21690，INSEE市镇编码为21552。

## 政治
圣埃利耶所属的省级选区为欧苏瓦地区瑟米尔县。

## 人口

1962-2008年间圣埃利耶人口变化图示

圣埃利耶于2022年1月1日时的人口数量为36人。